# Arizonasaurus
 Arizonasaurus  („Echse aus Arizona“) ist eine Gattung der zu den basalen Archosauriern zählenden ausgestorbenen Rauisuchia aus der Mitteltrias von Nordamerika.
Samuel Paul Welles veröffentlichte 1947 die wissenschaftliche Erstbeschreibung der Gattung und ihrer Typusart A. babbitti auf der Basis eines einzelnen Oberkieferknochens aus der Moenkopi-Formation in der Nähe von Holbrook im US-Bundesstaat Arizona. Durch einen weiteren Fund eines etwa zur Hälfte vollständigen Skeletts im Jahr 2002 konnte die Beschreibung des Tieres und die systematische Zuordnung geklärt werden.

## Fossilbeschreibung
Der Holotypus von A. babbitti besteht aus einem einzelnen Knochen des linken Oberkiefers, der sich durch einen typisch geformten dreieckigen Fortsatz von anderen bekannten Arten unterschied. Im Jahr 2002 wurden von Dylan Rust in der Formation eine Reihe von isolierten Archosaurierknochen, darunter Teile der Wirbelsäule, des Schädels und des Beckens, gefunden. Die Teile wurden 2003 durch Sterling J. Nesbitt als ein zu etwa 50 Prozent erhaltenes Skelett eines subadulten Individuums von A. babbitti beschrieben, wobei er die nahezu identischen Oberkieferknochen herausstellte.

## Fundlokalität
Die Fossilfunde von A. babbitti stammen ausnahmslos aus der oberen Moenkopi-Formation in Arizona, USA. Diese wird durch die Präsenz des zu den Temnospondyli zählenden Eocyclotosaurus und über Magnetostratigraphie auf die Mittlere Trias, genauer auf das Anisium vor etwa 240 Millionen Jahren, datiert.

## Systematik
A. babbitti konnte aufgrund des Fundmaterials von 2002 in die allerdings sehr wahrscheinlich nicht monophyletischen 'Rauisuchia' und hier in die Poposauridae oder die Ctenosauriscidae, eine sehr nahe verwandte Gruppe eingeordnet werden. In weiter zurückliegenden Versuchen, Arizonasaurus systematisch einzuordnen, war er so unterschiedlichen Gruppen wie den Dinosauriern, den Trilophosauridae, den Stagonolepididae, den Proterosuchia und auch den Erythrosuchidae zugeordnet worden.